# FIFA Junior Tournament 1950
La terza edizione del FIFA Junior Tournament si è svolta in Austria dal 25 al 28 maggio 1950 e vi hanno preso parte le rappresentative di sei paesi.
La formula del torneo prevedeva un primo turno a eliminazione diretta, con successive semifinali e finale, a laurearsi campione d'Europa fu la selezione austriaca, che in finale sconfisse quella francese per 3-2.
A causa del numero delle rappresentative, austriaci e francesi si qualificarono al secondo turno grazie a un bye.

## Squadre qualificate
| Squadra     |
| ----------- |
| Austria     |
| Lussemburgo |
| Francia     |
| Inghilterra |
| Svizzera    |
| Paesi Bassi |

## Gli stadi
Sono tre gli stadi scelti per ospitare la manifestazione:
| Città     | Stadio | Capacità |
| --------- | ------ | -------- |
| Vienna    |        |          |
| Teplice   |        |          |
| Stockerau |        |          |

## Primo turno
| Vienna 25 maggio 1950 | Lussemburgo | 2 – 1 | Inghilterra |  |

| Teplice 25 maggio 1950 | Paesi Bassi | 3 – 1 | Svizzera |  |

Austria e Francia accedono al secondo turno usufruendo di un bye.

## Semifinali
| Vienna 26 maggio 1950 | Austria | 5 – 1 | Lussemburgo |  |

| Vienna 26 maggio 1950 | Francia | 4 – 1 | Paesi Bassi |  |

## Finali

### Finale 1º posto
| Vienna 28 maggio 1950 | Austria | 3 – 2 | Francia |  |

### Finale 3º posto
| Vienna 28 maggio 1950 | Paesi Bassi | 6 – 0 | Lussemburgo |  |

### Finale 5º posto
| Stockerau 26 maggio 1950 | Inghilterra | 2 – 1 | Svizzera |  |